# آرتورو بویوکی
آرتورو بویوکی (به ایتالیایی: Arturo Boiocchi) بازیکن فوتبال و اهل ایتالیا است که از سال ۱۹۱۰ میلادی عضو تیم ملی فوتبال ایتالیا بوده و در ۶ بازی ملی حضور داشته‌است. او در بازی‌های ملی‌اش ۲ گل به ثمر رساند.
آرتورو بویوکی آخرین بازی ملی خود را در سال ۱۹۱۴ میلادی انجام داد.